# Riksorganisationen Unique
Riksorganisationen Unique är en svensk oberoende, ideell ungdomsorganisation som välkomnar tjejer från 6 års ålder och uppåt. Riksorganisationen Unique hette fram till 31 december 2008 Unglottornas riksorganisation. Organisationen bildades av Riksförbundet Sveriges Lottakårer.